# زیردریایی یو-۸۴ (۱۹۴۱)
زیردریایی یو-۸۴ (۱۹۴۱) (به انگلیسی: German submarine U-84 (1941)) یک زیردریایی بود که طول آن ۶۶٫۶ متر (۲۱۸ فوت ۶ اینچ) بود. این زیردریایی در سال ۱۹۴۱ ساخته شد.